# Mike Scott (basket-ball)
Pour les articles homonymes, voir Scott et Mike Scott (homonymie).
James Michael “Mike” Scott, né le 16 juillet 1988 à Chesapeake en Virginie, est un joueur américain de basket-ball. Il mesure 2,01 m et évolue au poste d'ailier fort.

## Biographie

### Carrière universitaire
Entre 2007 et 2012, il joue pour les Cavaliers de la Virginie à l'université de Virginie.

### Carrière professionnelle

#### Hawks d'Atlanta (2012 - fév. 2017)
Le 28 juin 2012, il est drafté par les Hawks d'Atlanta au second tour (43e position) de la draft 2012 de la NBA.
Il participe à la NBA Summer League 2012 avec les Hawks. Le 6 septembre 2012, il signe avec les Hawks. Le 1er décembre 2012, il est envoyé chez le Jam de Bakersfield en D-League. Le 11 décembre, il est rappelé dans l'effectif des Hawks après avoir disputé 4 matchs où il termine avec des moyennes de 13,3 points et 6,3 rebonds. Le 1er mars 2013, il est renvoyé chez le Jam. Le 6 mars, il est rappelé par les Hawks. Durant la saison 2012-2013, il joue 40 matchs et termine avec une moyenne de 4,6 points par match.
Le 22 février 2014, Scott établit son record de points en carrière avec 30 unités auxquelles il ajoute 8 rebonds lors de la victoire des Hawks 107 à 98 contre les Knicks de New York. Le 28 avril 2014, il marque tous ses points soit 17 (sur 41 pour l'équipe) lors du second quart-temps du match 5 du premier tour des playoffs contre la première équipe de la saison régulière, les Pacers d'Indiana. Les Hawks gagnent ce match 107 à 97 et mènent la série 3 victoires à 2. Cependant, les Hawks perdent les deux matchs suivants et sont éliminés des playoffs par les Pacers 4 à 3.
Le 26 août 2014, Scott resigne avec les Hawks.
Entre le 6 décembre 2016 et le 6 janvier 2017, il est envoyé plusieurs fois chez les 87ers du Delaware en G-League.
Le 23 février 2017, il est transféré aux Suns de Phoenix, avec les droits de draft de Cenk Akyol en échange d'un futur second tour de draft 2017. Le lendemain, il est libéré par les Suns.

#### Wizards de Washington (2017-2018)
Le 7 juillet 2017, il signe un contrat avec les Wizards de Washington.

#### Clippers de Los Angeles (2018-fév. 2019)
Le 9 juillet 2018, il signe un contrat avec les Clippers de Los Angeles.

#### 76ers de Philadelphie (fév. - juil. 2019)
Le 6 février 2019, il est transféré aux 76ers de Philadelphie, avec Tobias Harris et Boban Marjanović en échange de Wilson Chandler, Mike Muscala, Landry Shamet, un futur premier tour de draft 2020, un futur premier tour de draft 2021, un futur second tour de draft 2021 et un futur second tour de draft 2023. 
Le 1er juillet 2019, il est agent libre.
Le 10 juillet 2019, il signe un nouveau contrat avec les 76ers de Philadelphie.
Le 3 août 2021, il est agent libre.

#### SLUC Nancy Basket (2022-2023)
Le 16 octobre 2022, après une saison blanche, Mike Scott s'engage au SLUC Nancy Basket pour pallier l'absence sur blessure de Donte Grantham. Il reste ensuite au SLUC Nancy jusqu'à la fin de la saison 2022-2023.

#### Gigantes de Carolina (mai - juil. 2023)
Fin mai 2023, il signe à Porto Rico avec les Gigantes de Carolina (en) pour les playoffs. Il remporte le titre de champion de Porto Rico et est nommé MVP des playoffs.

#### ASVEL Lyon-Villeurbanne (2023-2024)
Le 31 juillet 2023, il signe avec l'équipe française de l'ASVEL Lyon-Villeurbanne,.

## Palmarès
- Third-team All-American – TSN (2012)
- First-team All-ACC (2012)

## Records sur une rencontre en NBA
Les records personnels de Mike Scott en NBA sont les suivants, :
| Type de statistique        | Saison régulière | Saison régulière                  | Saison régulière | Playoffs | Playoffs                 | Playoffs      |
| Type de statistique        | Record           | Adversaire                        | Date             | Record   | Adversaire               | Date          |
| -------------------------- | ---------------- | --------------------------------- | ---------------- | -------- | ------------------------ | ------------- |
| Points                     | 30               | Knicks de New York                | 22 février 2014  | 20       | @ Raptors de Toronto     | 17 avril 2018 |
| Paniers marqués            | 12               | Cavaliers de Cleveland            | 4 avril 2014     | 7        | 3 fois                   | 3 fois        |
| Paniers tentés             | 23               | Bobcats de Charlotte              | 14 avril 2014    | 15       | Pacers de l'Indiana      | 26 avril 2014 |
| Paniers à 3 points réussis | 6                | 4 fois                            | 4 fois           | 5        | @ Pacers de l'Indiana    | 28 avril 2014 |
| Paniers à 3 points tentés  | 12               | @ Hawks d'Atlanta                 | 19 novembre 2018 | 10       | @ Pacers de l'Indiana    | 3 mai 2014    |
| Lancers francs réussis     | 7                | 2 fois                            | 2 fois           | 4        | @ Celtics de Boston      | 19 août 2020  |
| Lancers francs tentés      | 9                | Spurs de San Antonio              | 24 janvier 2014  | 4        | 3 fois                   | 3 fois        |
| Rebonds offensifs          | 6                | Raptors de Toronto                | 16 avril 2013    | 3        | 3 fois                   | 3 fois        |
| Rebonds défensifs          | 9                | 2 fois                            | 2 fois           | 7        | @ Cavaliers de Cleveland | 24 mai 2015   |
| Rebonds totaux             | 14               | @ Knicks de New York              | 17 avril 2013    | 9        | @ Cavaliers de Cleveland | 24 mai 2015   |
| Passes décisives           | 5                | Kings de Sacramento               | 9 mars 2015      | 2        | 6 fois                   | 6 fois        |
| Interceptions              | 3                | 3 fois                            | 3 fois           | 2        | Nets de Brooklyn         | 19 avril 2015 |
| Contres                    | 2                | 2 fois                            | 2 fois           | 1        | 4 fois                   | 4 fois        |
| Balles perdues             | 5                | @ Pelicans de La Nouvelle-Orléans | 25 février 2019  | 3        | 2 fois                   | 2 fois        |
| Minutes jouées             | 40               | @ Suns de Phoenix                 | 2 mars 2014      | 32       | Nets de Brooklyn         | 13 avril 2019 |

- Double-double : 3
- Triple-double : 0

Dernière mise à jour : 12 novembre 2020